# Gastroschisi
La gastroschisi o laparoschisi (il termine di origine greca sta per "difetto della parete addominale") è un difetto della parete addominale che determina la non completa chiusura dei muscoli e della cute dell'addome e ha come conseguenza la fuoriuscita dei visceri (organi) addominali, più frequentemente dell'intestino che si sviluppa all'esterno dell'addome fetale. La fessura è solitamente inferiore a 4 cm, collocata sulla destra della fessura ombelicale. Il difetto si sviluppa intorno alla 5-8ª settimana dal concepimento ed è probabilmente dovuto a una interruzione di afflusso di sangue alla parete addominale in fase di sviluppo.

## Epidemiologia
La frequenza è di 1 su 15 000-30 000 nati vivi.

## Eziologia
Le cause della malformazione sono sconosciute, ma vari fattori hanno dimostrato aumentare il rischio. Numerosi test clinici hanno constatato che l'aspirina aumenta il fattore di rischio e quadruplica il rischio di gastroschisi (secondo studi effettuati su larga scala dal California Department of Public Health).
È più frequentemente riscontrata nelle gravidanze delle madri giovani.
Nella quasi totalità dei casi si presenta da sola. Raramente si possono associare anomalie intestinali tipo atresia o malrotazione.

## Descrizione
Si tratta di una eviscerazione dell'intestino attraverso un difetto di 2-3 cm nella parete addominale anteriore, lateralmente all'ombelico, normalmente a destra, con assenza di rivestimento o sacco (che la differenzia dall'onfalocele).

## Terapia
Si interviene nelle prime ore di vita, dopo aver eseguito gli accertamenti necessari. Di norma, nel corso dell'intervento, viene posizionato al bambino un catetere venoso centrale attraverso il quale verrà nutrito finché non sarà in grado di nutrirsi utilizzando il proprio apparato digerente.
L'intervento ha lo scopo di riposizionare gli organi, in genere l'intestino, all'interno della cavità addominale, chiudere il difetto e ripristinare così l'integrità anatomica della parete addominale e funzionale dell'intestino.

## Complicanze
Il paziente è a rischio di peritonite chimica, perdita di liquido extracellulare, infezioni, perdita di calore.